# Drosophila pegasa
Drosophila pegasa är en tvåvingeart som beskrevs av Wasserman 1962. Drosophila pegasa ingår i släktet Drosophila och familjen daggflugor.
Artens utbredningsområde är delstaten Hidalgo i Mexiko.